# Sistema educativo de Prusia

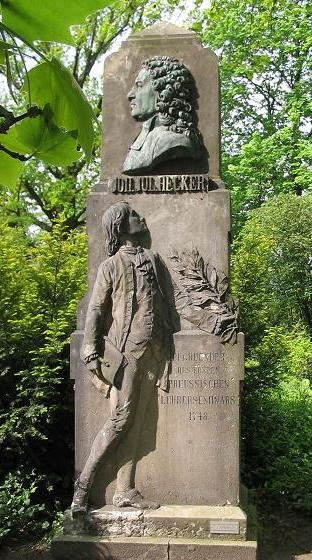
El monumento conmemorativo de Johann Julius Hecker en Berlín lo honra al fundar el primer seminario de maestros prusianos en 1748. El busto de Hecker se erige sobre un futuro maestro en vestimenta y postura clásicas.

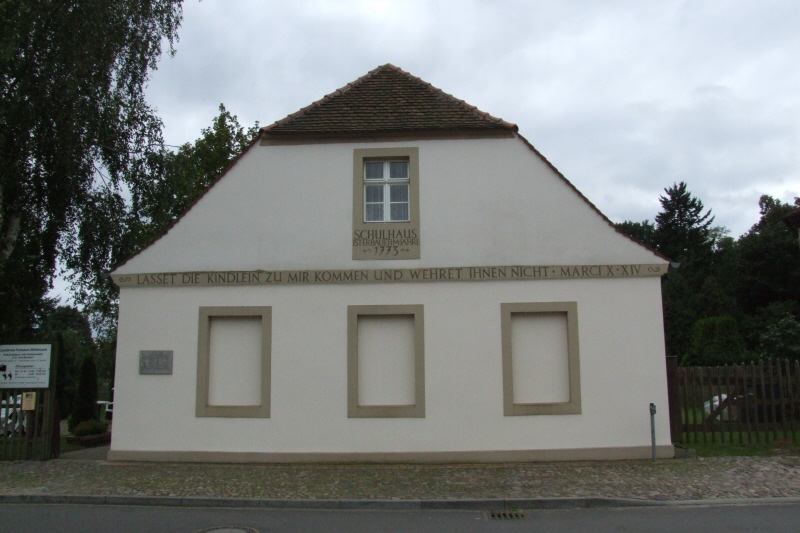
Museo Escolar en Reckahn, Brandenburg an der Havel citando a Marcos 10:14 en la entrada. Fundada por Friedrich Eberhard von Rochow en 1773, Reckahn fue la primera escuela de un salón con dos clases relacionadas con la edad en Prusia.

El sistema educativo prusiano se refiere al sistema de educación establecido en Prusia como resultado de las reformas educativas de finales del siglo XVIII y principios del siglo XIX, que ha tenido una amplia influencia desde entonces. Se introdujo como un concepto básico a fines del siglo XVIII y mejoró significativamente después de la derrota de Prusia en las primeras etapas de las guerras napoleónicas. Las reformas educativas prusianas inspiraron cambios similares en otros países y en la actualidad siguen siendo una consideración importante para dar cuenta de los proyectos modernos en construcción de naciones y sus consecuencias.
El término en sí no se usa en la literatura alemana, que se refiere a los aspectos primarios del ideal educativo de Humboldt, como las reformas prusianas, sin embargo, el concepto básico ha dado lugar a varios debates y controversias. La educación primaria y secundaria del siglo XXI en Alemania todavía encarna el legado del sistema educativo prusiano.

## Historia

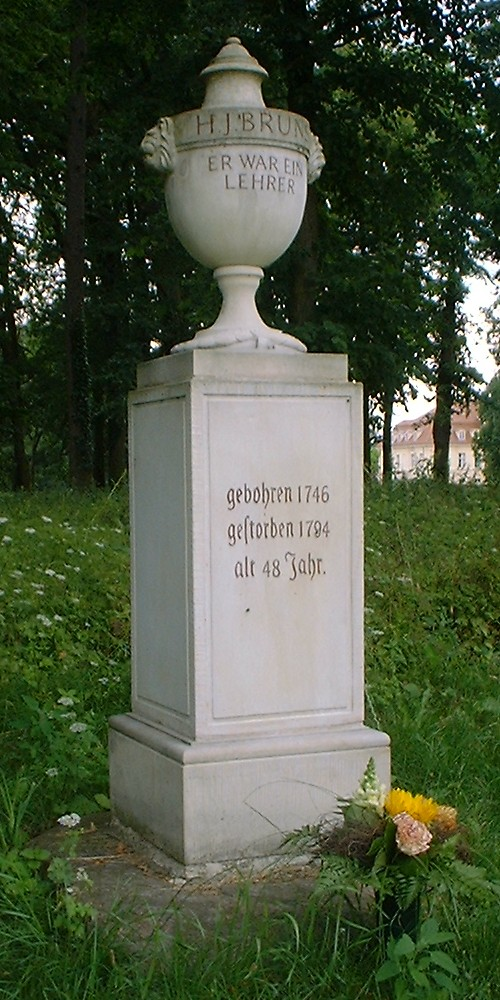
Bruns-Memorial en Reckahn, "Era un maestro"

Los fundamentos básicos de un sistema de educación primaria prusiano genérico, fueron establecidos por Federico el Grande, con su "Generallandschulreglement", un decreto de 1763 que fue escrito por Johann Julius Hecker. Hecker ya había fundado antes por 1748 el primer seminario de maestros en Prusia. Su concepto de proporcionar a los maestros los medios para cultivar moras para la seda casera, encontró el favor del rey. Amplió significativamente el sistema educativo existente y exigió que todos los ciudadanos jóvenes, fueran educados en escuelas financiadas principalmente por municipios desde los 5 años hasta los 13 o 14 años. Prusia fue uno de los primeros países del mundo en introducir la educación primaria generalmente obligatoria y financiada con impuestos. En comparación, en Francia y Gran Bretaña, la escolarización obligatoria no se promulgó con éxito hasta la década de 1880.
El sistema prusiano consistía en un curso de ocho años de educación primaria, llamado Volksschule. Proporcionó no solo las habilidades técnicas básicas necesarias en un mundo en proceso de modernización (como leer y escribir), sino también música (canto) y educación religiosa (cristiana) en estrecha cooperación con las iglesias y trató de imponer un estricto ethos de deber, sobriedad y disciplina. Al principio las matemáticas y el cálculo no eran obligatorios, y tomar esos cursos requería un pago adicional por parte de los padres. Federico el Grande también formalizó más etapas educativas, la realschule y, como etapa más alta, el gimnasio (escuela secundaria financiada por el estado), que sirvió como escuela preparatoria para la universidad.
La construcción de escuelas recibió algún apoyo estatal, pero a menudo se construyeron por iniciativa privada. Friedrich Eberhard von Rochow, miembro de la nobleza local y ex oficial de caballería en Reckahn, Brandeburgo, instaló una escuela de este tipo. Von Rochow cooperó con Heinrich Julius Bruns, un maestro talentoso de origen modesto. Los dos instalaron una escuela modelo para la educación rural que atrajo a más de 1.200 visitantes notables entre 1777 y 1794.
El sistema prusiano, logró afianzar la asistencia obligatoria, la formación específica de los profesores, las pruebas nacionales para todos los estudiantes (tanto mujeres como hombres), un plan de estudios nacional prescrito para cada grado y el jardín de infancia obligatorio. La formación de profesores se organizaba cada vez más a través de seminarios privados. Hecker ya había fundado en 1748 el primer "Lehrerseminar", pero la densidad y el impacto del sistema de seminarios mejoraron significativamente hasta finales del siglo XVIII. En 1810, Prusia introdujo requisitos estatales de certificación para maestros, lo que elevó significativamente el nivel de enseñanza. El examen final, "Abitur", se introdujo en 1788, se implementó en todas las escuelas secundarias de Prusia en 1812 y se extendió a toda Alemania en 1871. Aprobar el Abitur era un requisito previo para ingresar a las profesiones aprendidas y niveles más altos del servicio civil. El Abitur controlado por el estado permanece en su lugar en la Alemania moderna.
El sistema prusiano había alcanzado en la década de 1830 las siguientes características:
- Enseñanza primaria gratuita, al menos para los ciudadanos pobres.
- Profesores profesionales formados en colegios especializados.
- Un salario base para los docentes y el reconocimiento de la docencia como profesión.
- Un año escolar extendido para involucrar mejor a los hijos de los agricultores.
- Financiamiento para construir escuelas.
- Supervisión a nivel nacional y en el aula para garantizar una instrucción de calidad.
- Plan de estudios que inculca una fuerte identidad nacional, participación de la ciencia y la tecnología.
- Instrucción secular (pero con la religión como un tema incluido en el plan de estudios).

Los estados alemanes en el siglo XIX eran líderes mundiales en educación prestigiosa y Prusia marcó el paso. Para los niños, la educación pública gratuita estaba ampliamente disponible y el sistema de gimnasios para estudiantes de élite estaba altamente profesionalizado. El sistema universitario moderno surgió de las universidades alemanas del siglo XIX, especialmente de la Universidad Friedrich Wilhelm (ahora llamada Universidad Humboldt de Berlín). Fue pionera en el modelo de la universidad de investigación con trayectorias profesionales bien definidas para los profesores. Estados Unidos, tomó en cuenta a los modelos alemanes. Las familias se enfocaban en la educación de sus hijos. La escolarización tradicional de las niñas estaba generalmente a cargo de las madres y las institutrices. Las familias de élite favorecían cada vez más los internados de conventos católicos para sus hijas. Las leyes Kulturkampf de Prusia en la década de 1870, limitaron las escuelas católicas, lo que proporcionó una oportunidad para una gran cantidad de nuevas escuelas privadas para niñas.

## Alcance
El sistema general pronto fue ampliamente admirado por su eficiencia y reducción del analfabetismo, e inspiró a los líderes educativos en otros estados alemanes y varios otros países, incluidos Japón y los Estados Unidos.
El ideal educativo subyacente de los hermanos Alexander y  Wilhelm von Humboldt era mucho más que la educación primaria; luchó por la libertad académica y la educación de ciudadanos leales y de mentalidad cosmopolita desde los primeros niveles. El sistema prusiano tenía un fuerte respaldo en la admiración y el respeto tradicional alemán por Bildung como el impulso del individuo para cultivarse a sí mismo desde dentro.

### Impulsores y obstáculos

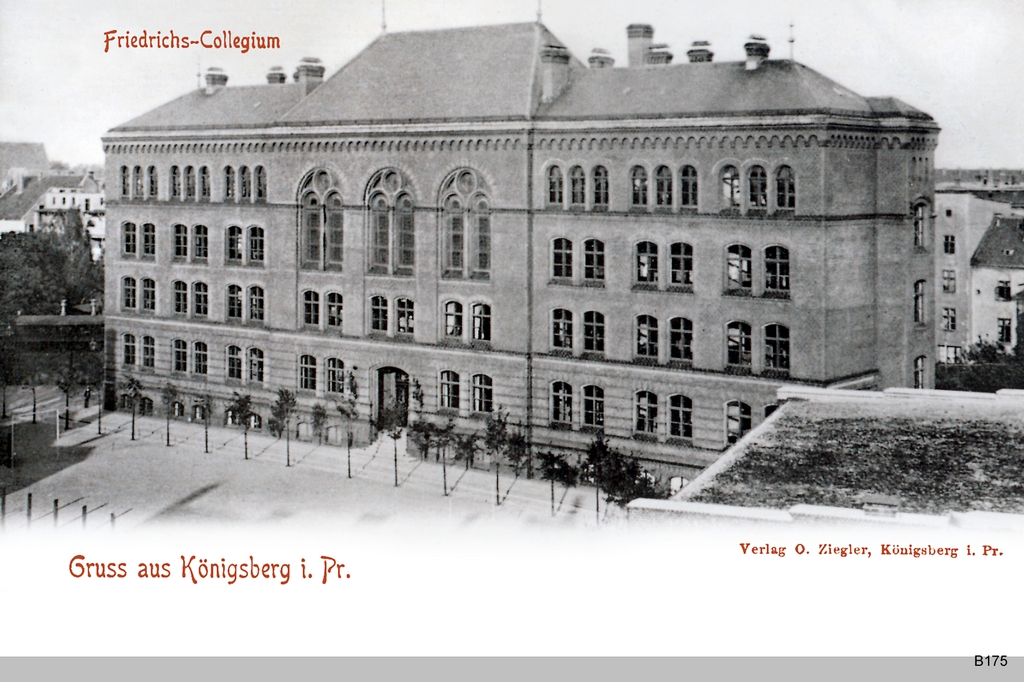
Collegium Fridericianum en Königsberg.

Los principales impulsores de la mejora de la educación en Prusia desde el siglo XVIII, tenían antecedentes en los estratos medio y medio alto de la sociedad y fueron iniciados en el Bildungsbürgertum (clase media educada). El concepto como tal enfrentó una fuerte resistencia tanto desde arriba, ya que los principales actores de la nobleza temían que el aumento de la alfabetización entre los campesinos y trabajadores generaría malestar, como desde los más pobres, que preferían utilizar a sus hijos lo antes posible para actividades rurales o industriales como la mano de obra.
Los defensores del sistema, superaron tal resistencia con la ayuda de la presión exterior y tras la derrota de Prusia en las primeras etapas de las guerras napoleónicas. Después del error militar del entrenamiento prusiano y la formación de líneas contra la levée en masse del ejército revolucionario francés en la batalla de Jena-Auerstedt en 1806, los reformadores y los nacionalistas alemanes instaron a realizar mejoras importantes en la educación. En 1809 Wilhelm von Humboldt, habiendo sido nombrado ministro de educación, promovió su idea de una educación genérica basada en un ideal neohumanista de amplio conocimiento general, en plena libertad académica sin ninguna determinación o restricción por estatus, profesión o riqueza. El de de Humboldt fue uno de los primeros libros blancos en presentar una reforma del sistema educativo de un país en su conjunto. El concepto de Humboldt todavía constituye la base del sistema educativo alemán contemporáneo. El sistema prusiano proporcionó educación básica y obligatoria para todos, pero las tarifas significativamente más altas para asistir al gimnasio o la universidad impusieron una gran barrera entre los estratos sociales altos y los estratos sociales medios y bajos.

### Interacción con el movimiento nacional alemán

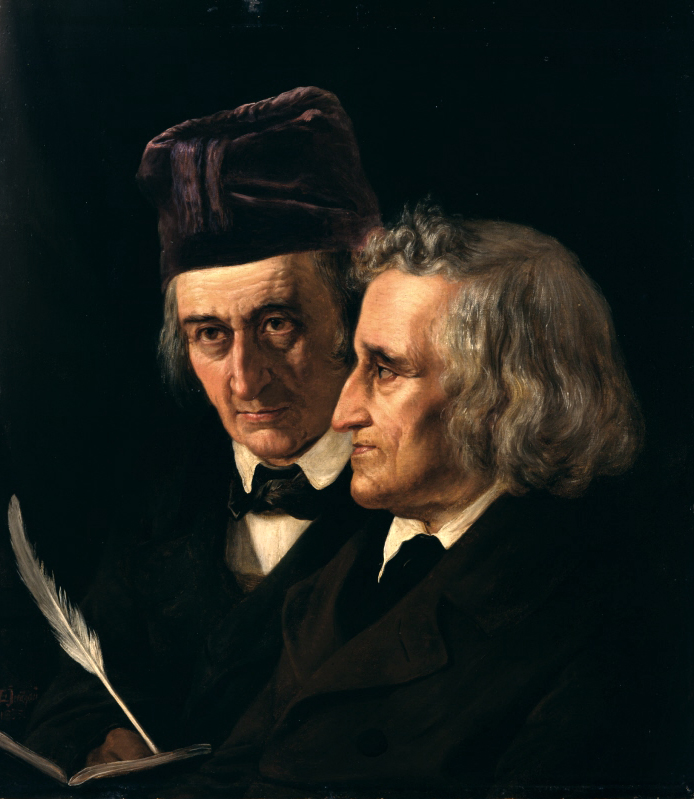
Wilhelm Grimm (izquierda) y Jacob Grimm (derecha) en una pintura de 1855.

Johann Gottlieb Fichte en 1807, había instado a una nueva forma de educación en sus Discursos a la nación alemana. Mientras que los ejercicios militares prusianos en tiempos anteriores se habían centrado en la obediencia a las órdenes sin ningún margen de maniobra, Fichte pidió que se formara la personalidad de los estudiantes: "Los ciudadanos deben ser capaces y estar dispuestos a usar sus propias mentes para lograr objetivos más altos en el marco de un futuro estado nacional alemán unificado". Fichte y otros filósofos, como los hermanos Grimm, intentaron eludir la resistencia de la nobleza a un estado nacional alemán común, proponiendo el concepto de Kulturnation, una nación sin necesidad de un estado, pero basada en un idioma común, composiciones musicales y canciones, historias de hadas compartidas, cuentos y leyendas, un ethos común y un canon educativo.
Varios líderes del movimiento nacional alemán se comprometieron con la reforma educativa. Por ejemplo, Friedrich Ludwig Jahn, apodado Turnvater, fue el padre de la gimnasia alemana y líder de una fraternidad estudiantil y nacionalista, pero fracasó en sus esfuerzos nacionalistas; entre 1820 y 1842, el movimiento de gimnasia de Jahn estuvo prohibido debido a su política pronazi. Más tarde, Jahn y otros lograron integrar la educación física y los deportes en los planes de estudios y la cultura popular de Prusia y Alemania en general.
En 1870, el sistema prusiano comenzó a privilegiar el alto alemán como idioma oficial frente a varios grupos étnicos (como los polacos, los sorabos y los daneses) que vivían en Prusia y otros estados alemanes. Los intentos anteriores de establecer escuelas de "utraquismo" (educación bilingüe) en el este de Prusia, se habían identificado con altas tasas de analfabetismo.

### Interacción con la religión
El pietismo, un grupo reformista dentro del luteranismo, forjó una alianza política con el rey de Prusia basada en un interés mutuo en romper el dominio de la iglesia estatal luterana. Los reyes de Prusia, calvinistas entre los luteranos, temían la influencia de la iglesia estatal luterana y sus estrechas conexiones con la nobleza provincial, mientras que los pietistas sufrían la persecución de la ortodoxia luterana.
Impulsado por el patrocinio real, el pietismo reemplazó a la iglesia luterana como la religión estatal efectiva en la década de 1760. La teología pietista destacó la necesidad de una "espiritualidad interior", que se encuentra a través de la lectura de la Escritura. En consecuencia, los pietistas ayudaron a formar los principios del sistema escolar público moderno, incluido el énfasis en la alfabetización, mientras que los reformadores educativos más basados en el calvinismo (inglés y suizos), pidieron enfoques utilitarios orientados hacia el exterior y criticaron el idealismo interno de búsqueda del alma.
Prusia pudo aprovechar a la Iglesia protestante como socia y aliada en la configuración de su sistema educativo. Los ministros prusianos, particularmente Karl Abraham Freiherr von Zedlitz, buscaron introducir un sistema uniforme más centralizado, administrado por el estado, durante el siglo XVIII. La implementación de la Ley General de Tierras de Prusia en 1794 fue un paso importante hacia este objetivo. Sin embargo, sigue existiendo en Alemania hasta el presente un complicado sistema de distribución de la carga entre los municipios y la administración estatal para la educación primaria y secundaria. Las diversas confesiones todavía tienen una voz fuerte, contribuyen con la instrucción religiosa como un tema regular en las escuelas y reciben fondos estatales para permitirles brindar educación preescolar y jardín de infancia.
En comparación, los sistemas educativos de Francia y Austria, enfrentaron grandes reveses debido a los continuos conflictos con la Iglesia Católica y su función educativa. La introducción de la escolarización obligatoria en Francia se retrasó hasta la década de 1880.

### Rol político y cultural de los docentes
Generaciones de maestros prusianos y alemanes, que en el siglo XVIII a menudo no tenían educación formal, y al principio a menudo eran ex suboficiales no capacitados, trataron de obtener más reconocimiento académico, capacitación y mejores salarios, desempeñaron un papel importante en varias protestas y movimientos de reforma a lo largo del siglo XIX y principios del siglo XX. Es decir, las revoluciones de 1848 en los estados alemanes y las protestas de 1968 vieron una fuerte participación de futuros maestros. Existe una larga tradición de parodia y ridículo, en la que se representaba a los maestros con cara de jano, ya sea como maestros de instrucción autoritarios, o por otro lado, pobres desdichados que sufrían el constante despecho de las bromas de los alumnos, los padres negligentes y los rencorosos locales autoridades.
El título de un libro de 2010 como "Alemania, tus maestros; por qué el futuro de nuestros niños se decide en el aula", muestra los ideales de los maestros de la Ilustración de los siglos XVIII y XIX que educan a la nación sobre sus temas más sagrados e importantes. La noción de Biedermeier, una imagen pequeño burguesa de la época entre 1830 y 1848, fue acuñada por Samuel Friedrich Sauter, un maestro de escuela y poeta que había escrito la famosa canción alemana "Das arme Dorfschulmeisterlein" (El pobre maestro de escuela). En realidad, los ingresos de los maestros de primaria eran un tercio de los de un párroco y se describía a los maestros como tan engreídos, como proverbialmente pobres. Sin embargo, la noción alemana de educación en el hogar era menos que favorable, los alemanes consideraron que el sistema escolar era necesario. Por ejemplo, Heinrich Spoerls en su obra "Die Feuerzangenbowle" cuenta la historia popular de un escritor que se infiltra como estudiante en una escuela de un pequeño pueblo después de que sus amigos en Berlín le dicen que se lo perdió. en la mejor parte de crecer siendo educado en casa.

## Propagación a otros países
La educación pública fue ampliamente institucionalizada en todo el mundo y su desarrollo tiene un estrecho vínculo con la construcción de la nación, que a menudo se produjo en paralelo. Dichos sistemas se establecieron cuando la idea de la educación masiva aún no se daba por sentada.

### Ejemplos
En Austria, la emperatriz María Teresa ya había utilizado los métodos pedagógicos prusianos en 1774 como medio para fortalecer su control sobre Austria. La introducción de la educación primaria obligatoria en Austria basada en el modelo prusiano tuvo un papel poderoso, el biopoder en el sentido de Michel Foucault, en el establecimiento de esta y otras formas y formación de estados nacionales modernos.
Las reformas prusianas en la educación se extendieron rápidamente por Europa, particularmente después de la Revolución Francesa. Las guerras napoleónicas permitieron que el sistema se mejorara después de la derrota de Prusia en 1806 y luego se extendiera en paralelo con el ascenso y las ganancias territoriales de Prusia después del Congreso de Viena. El hijo de Heinrich Spoerl, Alexander Spoerl, en su obra Memoiren eines mittelmäßigen Schülers (Memorias de un estudiante mediocre) describe y satiriza el papel de los sistemas formativos en la provincia prusiana del Rin a principios del siglo XX, en una famosa novela de 1950, dedicada a Libertas Schulze-Boysen.
Mientras que el Imperio ruso se encontraba entre los regímenes más reaccionarios con respecto a la educación común, la clase dominante alemana en Estonia y Letonia logró introducir el sistema bajo su dominio. Los principios prusianos fueron adoptados por los gobiernos de Noruega y Suecia para crear la base de las escuelas primarias (grundskola) y secundarias (gymnasium) en toda Escandinavia. A diferencia de Prusia, el sistema sueco tenía como objetivo ampliar incluso la educación secundaria a los campesinos y trabajadores. También en Finlandia, entonces un gran ducado ruso, con una fuerte élite sueca, adoptó el sistema. La educación y la propagación de la epopeya nacional, el Kalevala, fue crucial para el movimiento nacionalista finlandés "Fennoman". El idioma finlandés alcanzó el mismo estatus legal que el sueco en 1892.
Francia y el Reino Unido no lograron introducir la educación obligatoria hasta la década de 1880, Francia debido a los conflictos entre un estado secular radical y la Iglesia Católica. En Escocia, las escuelas locales controladas por la iglesia fueron reemplazadas por un sistema estatal en 1872. En Inglaterra y Gales, el gobierno comenzó a subsidiar la educación en 1833, a lo que siguieron varias medidas hasta establecerse juntas escolares locales bajo la Ley Forster de 1870, las juntas escolares locales que brindan educación gratuita (financiada por los contribuyentes) y obligatoria, se hicieron universales en Inglaterra y Gales por la Ley de 1891, habiendo hecho obligatoria la escolarización por la Ley de 1880. Sin embargo, tanto las escuelas privadas, como la educación por medios distintos de la escolarización siguieron siendo legales en el Reino Unido.

### Estados Unidos
Los educadores estadounidenses de principios del siglo XIX también estaban fascinados por las tendencias educativas alemanas. En 1818, John Griscom dio un informe favorable de la educación prusiana. Se hicieron traducciones al inglés de la obra del filósofo francés Victor Cousin, Informe sobre el estado de la educación pública en Prusia. Calvin E. Stowe, Henry Barnard, Horace Mann, George Bancroft y Joseph Cogswell tenían un gran interés en la educación alemana. El enfoque prusiano se usó, por ejemplo, en la Constitución de Míchigan de 1835, que adoptó por completo el sistema prusiano mediante la introducción de una variedad de escuelas primarias, escuelas secundarias y la propia Universidad de Míchigan, todas administradas por el estado y respaldadas con fondos basados en impuestos. Sin embargo, los conceptos de las reformas prusianas de educación primordial, Bildung y su estrecha interacción de educación, sociedad y construcción nacional están en conflicto con algunos aspectos del pensamiento libertario escéptico del estado estadounidense.
Mann viajó a Alemania en 1843 para investigar cómo funcionaba el proceso educativo. A su regreso a los Estados Unidos, incorporó sus experiencias en su defensa del movimiento de la escuela común en Massachusetts . Mann persuadió a sus compañeros modernizadores, especialmente a los de su Partido Whig, para legislar la educación pública primaria financiada con impuestos en sus estados. El estado de Nueva York pronto estableció el mismo método en 12 escuelas diferentes a modo de prueba. La mayoría de los estados del norte adoptaron una versión u otra, del sistema que se estableció en Massachusetts, especialmente el programa de "escuelas normales" para formar maestros profesionales.

## Derecho educativo y cambios
El concepto básico de un sistema educativo de masas administrado y orientado por el estado todavía no se garantiza en el mundo de habla inglesa, donde el papel del estado como tal o el papel del control estatal específicamente en la educación, todavía enfrenta un escepticismo considerable. El proceso real de "préstamo de políticas" entre diferentes sistemas educativos ha sido bastante complejo y diferenciado. El propio Mann había subrayado en 1844 que Estados Unidos debería copiar los aspectos positivos del sistema prusiano pero no adoptar la obediencia de Prusia a las autoridades. Una de las diferencias importantes es que en la tradición alemana hay una referencia más fuerte al estado como un principio importante, tal como lo introduce, por ejemplo, la filosofía del estado de Hegel, que se opone a la idea angloamericana basada en el contrato del Estado.

### Servicio y ejercicio
Los primeros reformadores prusianos dieron pasos importantes para abandonar tanto la servidumbre como la formación en línea ya en 1807 e introdujeron tácticas de tipo misión en el ejército prusiano ese mismo año. Este último amplió la libertad en la ejecución de estrategias militares generales y tuvo una gran influencia en la cultura industrial alemana y prusiana, que se benefició de la introducción de una mayor libertad económica por parte de los reformadores prusianos. El concepto de tipo de misión, que fue mantenido por las posteriores fuerzas armadas alemanas, requería un alto nivel de comprensión, alfabetización, capacitación y educación intensa en todos los niveles, e invitaba activamente a los rangos inferiores a participar y tomar decisiones independientes. Su intensa interacción con el sistema educativo prusiano ha llevado a la afirmación proverbial: "Las batallas de Königgrätz y Sedan han sido decididas por el maestro de primaria prusiano".

### Legado del sistema prusiano tras el fin de la monarquía
En 1918, el Reino de Prusia se convirtió en república. El socialista Konrad Haenisch, primer ministro de Educación (Kultusminister), denunció lo que llamó los "demonios del servilismo morboso, la desconfianza y las mentiras" en las escuelas secundarias. Sin embargo, los enfoques de Haenisch y otros de la izquierda radical, fueron bastante efímeros. No lograron introducir una Einheitsschule, una escuela integral secular unificada de talla única, en toda Alemania.
El compromiso educativo de Weimar (Weimarer Schulkompromiss) de 1919 confirmó el sistema tripartito prusiano, la influencia de la iglesia en curso en la educación y la religión como un tema regular, y permitió las peculiaridades y la influencia individual de los estados alemanes, frustrando ampliamente las ambiciones de la educación de izquierda radical. Aun así, el experto en educación prusiano Erich Hylla (1887–1976) proporcionó varios estudios (con títulos como "Escuela de democracia") del sistema educativo estadounidense para el gobierno prusiano en la década de 1920.
La Gleichschaltung de 1933 del gobierno nazi acabó con los derechos del estado, la influencia de la iglesia y la democracia y trató de imponer un sistema educativo totalitario unificado y una versión nazi de la Einheitsschule, con fuertes aspectos premilitares y antisemitas .

### Legado del sistema prusiano después de 1945

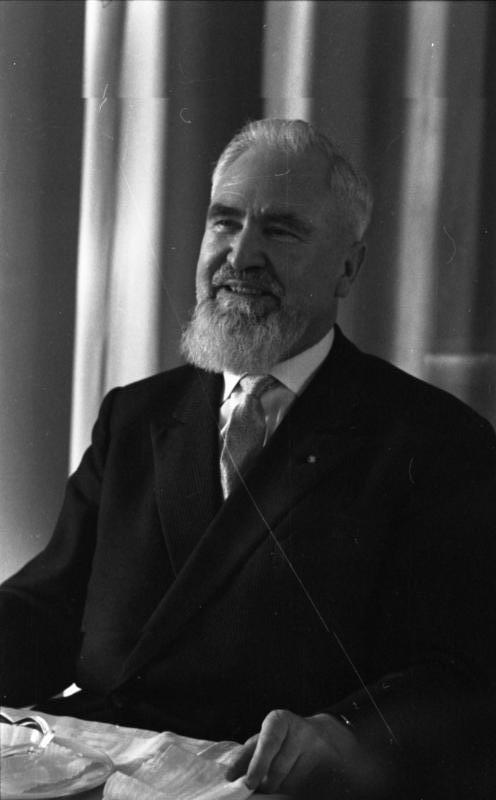
Alois Hundhammer, un defensor del legado educativo de Prusia, fotografiado en 1963

Después de 1945, el compromiso educativo de Weimar, volvió a marcar la pauta para la reconstrucción del sistema educativo específico del estado tal como se establece en el modelo prusiano. En 1946, las fuerzas de ocupación estadounidenses fracasaron por completo en su intento de instalar una educación integral y secular en la Zona de Ocupación estadounidense. Este enfoque había sido respaldado por el Alto Comisionado John J. McCloy y fue dirigido por el reformador educativo progresista de alto rango Richard Thomas Alexander, pero enfrentó una decidida resistencia alemana.
El más feroz defensor del concepto tripartito originalmente prusiano y la tradición educativa humanista fue el archiconservador Alois Hundhammer, un ex monárquico bávaro, devoto enemigo católico de los nazis y (con respecto al estado individual de Baviera) coautor antiprusiano de la Constitución de Baviera de 1946. Hundhammer, tan pronto como fue nombrado ministro bávaro de Cultura y Educación, se apresuró a utilizar las libertades recién concedidas, atacando a Alexander en discursos radiofónicos y levantando rumores sobre el laicismo de Alexander, lo que llevó a asociaciones de padres y profesores a expresar temores sobre una reducción en la calidad de la educación. Hundhammer involucró a Michael von Faulhaber, arzobispo de Múnich, para contactar al cardenal de Nueva York Francis J. Spellman, quien intervino con las fuerzas estadounidenses; los intentos de reforma fueron abolidos ya en 1948.

### Debates actuales referentes al legado prusiano
El legado prusiano de un sistema de educación, principalmente tripartito, con una escolarización menos integral, y la selección de niños desde el cuarto grado, ha dado lugar a controversias que persisten hasta el presente. Se ha considerado que refleja el pensamiento del siglo XIX en líneas de clase. Uno de los principios básicos del sistema prusiano específico se expresa en el hecho de que la educación en Alemania, en contra del objetivo del movimiento nacional del siglo XIX, no está dirigida por el gobierno federal. Los estados individuales mantienen Kulturhoheit (predominio cultural) en asuntos educativos.
El enfoque de Humboldt, un pilar central del sistema prusiano y de la educación alemana hasta el día de hoy, sigue siendo influyente y se utiliza en varios debates. La falta percibida de universidades de vanguardia tanto en investigación como en educación ha sido contrarrestada recientemente a través de la Iniciativa de Excelencia de Universidades Alemanas, que es impulsada y financiada principalmente a nivel federal.
Alemania todavía se enfoca en una Allgemeinbildung amplia (tanto en "conocimiento genérico" como "conocimiento para la gente común") y proporciona un sistema de educación vocacional profundo de doble vía reconocido internacionalmente, pero deja la responsabilidad educativa a los estados individuales. El país enfrenta controversias en curso sobre el legado prusiano de un sistema educativo tripartito estratificado frente a la escolarización integral y con respecto a la interpretación de los estudios PISA . Algunos críticos alemanes de PISA se opusieron a su enfoque utilitario de competencia de "valor por dinero", por estar en conflicto con la libertad de enseñanza, mientras que los defensores alemanes de la evaluación PISA se refirieron a la utilidad práctica del enfoque de Humboldt y el sistema educativo prusiano derivado de él.

## Otras lecturas
- Albisetti, James C. "La reforma de la educación femenina en Prusia, 1899-1908: un estudio sobre compromiso y contención". Revisión de estudios alemanes 8.1 (1985): 11-41.(en inglés)
- Ash, Mitchell G. "¿Licenciado en qué, maestro de quién? El mito de Humboldt y las transformaciones históricas de la educación superior en la Europa de habla alemana y los EE. UU. " European Journal of Education 41.2 (2006): 245-267 en línea .
- Becker, Sascha O. y Ludger Woessmann. "Lutero y las niñas: denominación religiosa y la brecha educativa femenina en la Prusia del siglo XIX". Revista escandinava de economía 110.4 (2008): 777-805.(en inglés)

- Cubberley, Ellwood Patterson. La historia de la educación: la práctica y el progreso educativos considerados como una fase del desarrollo y la expansión de la civilización occidental (1920) en línea Archivado el 24 de noviembre de 2012 en Wayback Machine.(en inglés)
- Herbst, Jurgen. "Escuelas del siglo XIX entre la comunidad y el estado: los casos de Prusia y los Estados Unidos". Historia de la Educación Trimestral 42.3 (2002): 317-341.(en inglés)
- McClelland, Charles E. Estado, sociedad y universidad en Alemania: 1700-1914 (1980)(en inglés)
- McClelland, Charles E. Berlín, la madre de todas las universidades de investigación: 1860-1918 (2016)(en inglés)

- Müller, Detlef, Fritz Ringer y Brian Simon, eds. El surgimiento del sistema educativo moderno: cambio estructural y reproducción social 1870–1920 ( Cambridge University Press, 1989).(en inglés)
- Phillips, David. "Más allá de los cuentos de viajeros: algunos comentaristas británicos del siglo XIX sobre la educación en Alemania". Oxford Review of Education 26.1 (2000): 49-62.(en inglés)
- Ramsey, Paul. "Trabajando juntos por la cohesión social: influencias internacionales en el desarrollo de la formación docente en los Estados Unidos", Pedagogía Histórica (2014) 50#1 pp 109–122.(en inglés)
- Ringer, Fritz. Educación y Sociedad en la Europa Moderna (1979); centrarse en Alemania y Francia con comparaciones con EE. UU. y Gran Bretaña (en inglés)
- Sagarra, Eda. Una historia social de Alemania, 1648-1914 (1977) en línea Archivado el 11 de septiembre de 2016 en Wayback Machine.(en inglés)
- Schleunes, Karl A. "Ilustración, reforma, reacción: la revolución escolar en Prusia". Historia de Europa Central 12.4 (1979): 315-342 en línea(en inglés)
- Soysal, Yasemin Nuhoglu y David Strang. "Construcción de los primeros sistemas de educación masiva en la Europa del siglo XIX", Sociología de la educación (1989) 62 # 4 pp. 277–288 en JSTOR(en inglés)
- Turner, R.Steven. "El crecimiento de la investigación docente en Prusia, 1818 a 1848: causas y contexto". Estudios históricos en las ciencias físicas 3 (1971): 137-182.(en inglés)
- Van Horn Melton, James. El absolutismo y los orígenes de la escolarización obligatoria en Prusia y Austria en el siglo XVIII (Cambridge University Press, 1988).(en inglés)